# 日刊體育

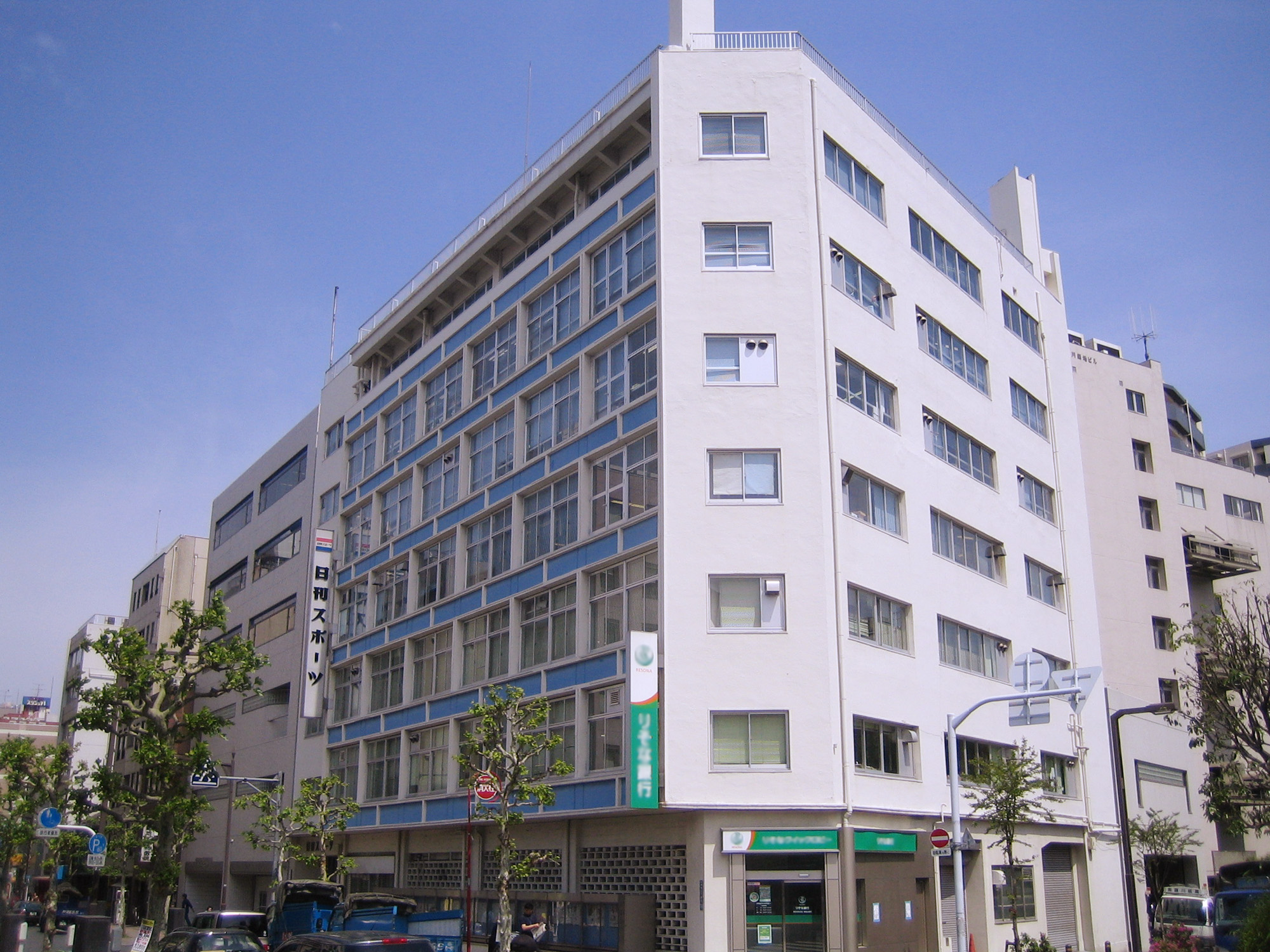
日刊體育新聞社總社

《日刊體育》（日语：／ nikkan supōtsu），简称《日刊》（ニッカン），是日本一家全國發行的體育報（以運動、演藝等娛樂領域為報導主力的報紙），由日刊體育新聞社編製，創刊於1946年3月6日，為日本最早的體育報，總部位於東京築地。成立時為獨立報紙，現今則為《朝日新聞》的關係報紙。
日刊體育採用特許經營的方式，由日本各地多家報社聯合發行。日刊體育新聞社發行《日刊體育》東日本版，北海道日刊體育新聞社發行《日刊體育》北海道版，日刊體育新聞西日本發行《日刊體育》西日本版。此外，在四國委託愛媛新聞印刷，在沖繩縣委託沖繩時報印刷及發行。
以下是這段文字的繁體中文（香港）翻譯：

## 概述

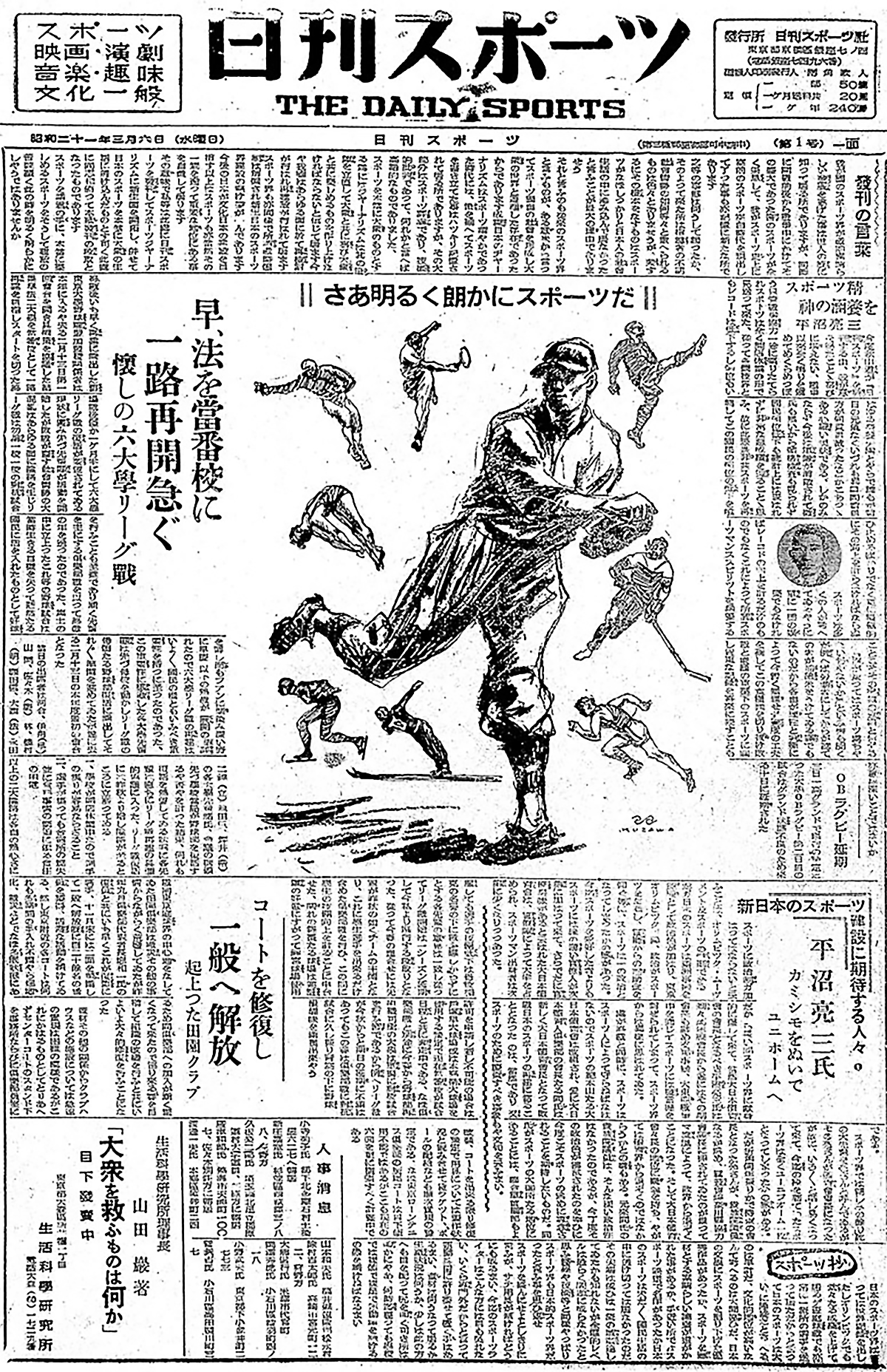
1946年（昭和21年）3月6日創刊號的日刊體育報頭版。

作為日本首份體育報章於1946年（昭和21年）3月6日在東京創刊。原本是與朝日新聞無關的獨立體育報章，但同樣與朝日新聞無關的神港夕刊新聞社所發行的日刊全體育報因經營困難，透過經營朝日新聞銷售店的折田平市，將業務轉讓予朝日新聞社及日刊體育報新聞社，自此成為朝日新聞系的體育報章。
日刊體育報由全國各地4間公司發行。分別是日刊體育報新聞東京本社（東京都）、日刊體育新聞西日本（大阪府、愛知縣、福岡縣）、北海道日刊體育新聞社（北海道）、沖繩時報社（沖繩縣，負責印刷及發行），全部均為股份有限公司，在商號上均以「株式会社」（股份有限公司）置於前方。2025年4月1日起，原本負責印刷及製作業務的子公司「日刊體育報PRESS」將印刷部門轉讓予朝日新聞社的子公司「朝日印刷」，並改名為「日刊體育報新聞東京本社」負責製作及發行，而原本的「日刊體育報新聞社」則改為東京本社、西日本社及北海道社的控股公司。
雖然與朝日新聞社及朝日电视控股關係密切，但日刊體育報新聞社（控股公司）由初代會長川田源一開始，經第2代川田博美，以至現任會長川田員之，一直由川田家族擔任最高領導人。相對地西日本社前身公司名古屋日刊體育報新聞社、大阪日刊體育報新聞社及西部日刊體育報新聞社歷代社長均來自朝日新聞社。另外，沖繩時報社與朝日新聞社簽訂報道協定等合作關係，並開始委託其在當地印刷及發行沖繩版，實質上簽訂了特許經營合約。
另外，頭版報頭旁邊的發行所標註在東京本社及西日本社均在2025年3月31日前標示為「日刊體育報新聞社」，但4月1日起東京本社版改為「日刊體育報新聞東京本社」。
英文名稱不用「Daily - 」是因為會與每日體育報相同，但創刊初期報頭下方曾使用「THE DAILY SPORTS」作為英文報頭。

## 外部連結
- 日刊體育新聞社 （页面存档备份，存于）